# Metamorfosi (mitologia)
La metamorfosi, in letteratura e in mitologia, è la trasformazione di un essere o di un oggetto inanimato in un altro di natura e forma differente, in genere dovuta a magia o a interventi soprannaturali e divini. Si può considerare il simbolo dell'onnipotenza degli dèi.

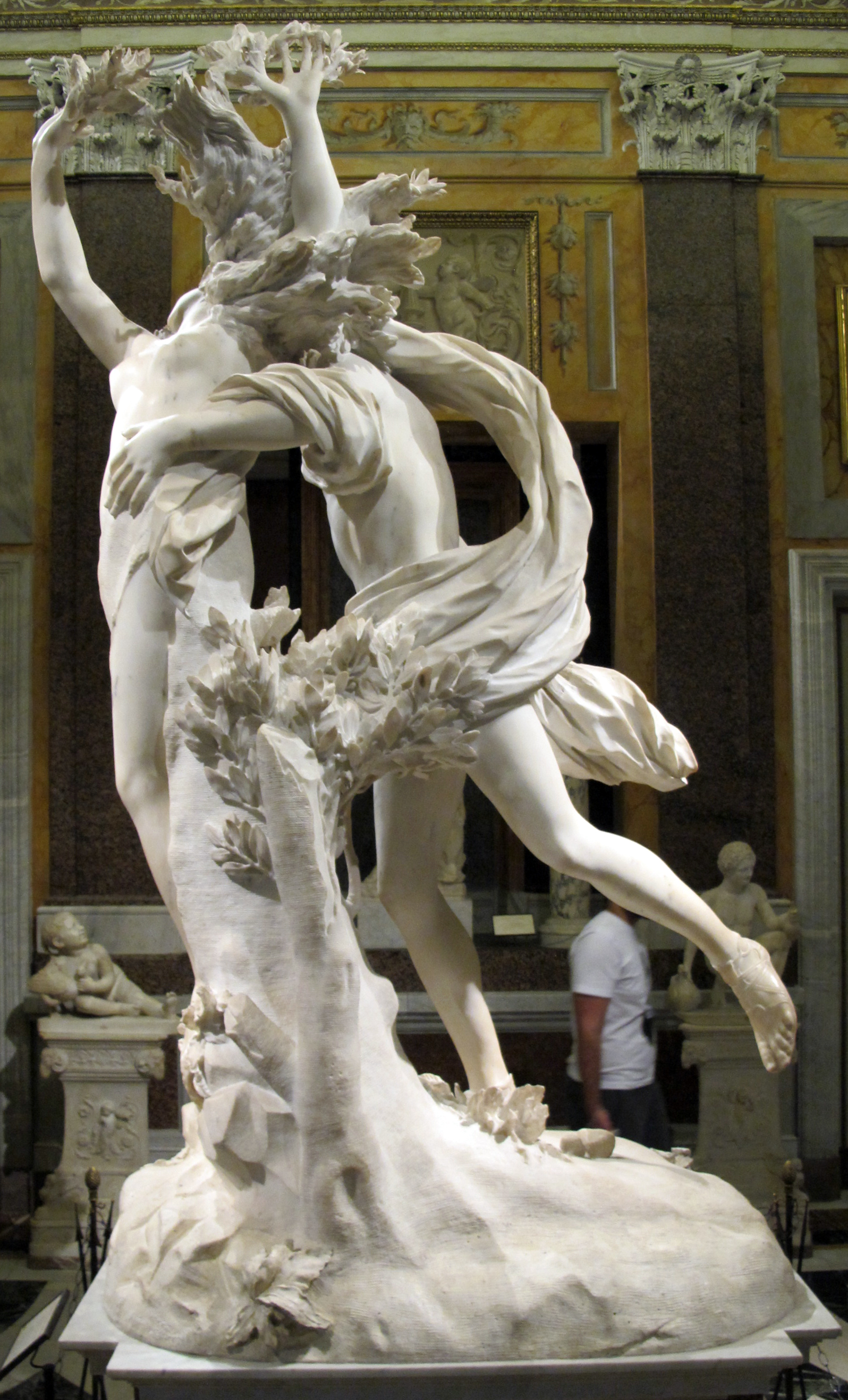
Dafne, inseguita da Apollo, si trasforma in una pianta di alloro (scultura di Gianlorenzo Bernini, 1624)

## Antica Grecia e Roma
Pierre Grimal ne cita più di cento esempi per quanto riguarda la letteratura greca antica, soprattutto dèi che si trasformano o che fanno trasformare altri esseri in animali o cose. Per esempio Zeus si trasforma in cigno per sedurre Leda. Celeberrime sono Le metamorfosi di Ovidio, così come l'Asino d'oro di Apuleio.

## Mondo celtico
Maghi, druidi, poeti, vati sono soliti tramutare un eroe o un'eroina in un altro essere, come un maiale, un uccello o un pesce, le sacerdotesse galliche di Sena dicevano di potersi trasformare in un qualunque essere.

## Medioevo
La metamorfosi compare anche nella poesia amorosa: la persona che ama desidera trasformarsi in qualcos'altro per piacere alla persona amata.
Metamorfosi occorrono anche nella Commedia di Dante.

## Letterature moderne e contemporanee
Nella letteratura contemporanea del fantastico, si deve citare La metamorfosi di Franz Kafka, nonché Lo strano caso del dottor Jekyll e di mister Hyde di Robert Louis Stevenson, dove il personaggio del titolo ha a disposizione due forme e due personalità corrispondenti. Metamorfosi occorrono anche in Pinocchio di Collodi.
Nelle letterature di stampo fantasy sono comuni i cosiddetti mutaforma, esseri proteiformi capaci di cambiare aspetto (in modo analogo a figure come il lupo mannaro tradizionale).

## Tipologie e analisi
Si può stabilire una tipologia di metamorfosi, ascendente o discendente, a seconda che rappresenti un premio o una punizione; il cambiamento di forma fisica sembra non intaccare sulla personalità profonda, che rimane pressoché immutata; la metamorfosi è, sotto l'aspetto psicanalitico espressione del desiderio o della sanzione, che emerge dall'inconscio e si manifesta nella creazione immaginifica.
La metamorfosi presuppone la preminenza dell'anima sul corpo, che può restare immutata cambiando involucro; gli dei assumono sembianze differenti perché non possono essere apprezzati completamente dagli uomini nel loro splendore spirituale.